# Xyris sphaerocephala
Xyris sphaerocephala är en gräsväxtart som beskrevs av Gustaf Oskar Andersson Malme. Xyris sphaerocephala ingår i släktet Xyris och familjen Xyridaceae. Inga underarter finns listade i Catalogue of Life.